# Гром победы, раздавайся! (повесть)
Это статья о книге Бориса Акунина. Статья об одноимённом гимне называется Гром победы, раздавайся!
«Гром победы, раздавайся!» — «фильма шестая», шестая книга из серии Бориса Акунина «Смерть на брудершафт».
Издана в 2009 году.

## Содержание
Алексей Романов, находясь уже в чине подпоручика, получает задание отвести подозрение немецких шпионов от участка номер 12, на котором должен произойти удар по позициям австро-венгерской армии.
Этот удар историки позже назовут «Брусиловским прорывом».

## Основные персонажи
- Алексей Романов — подпоручик, начальник контрразведки дивизии, стоящей в деревне Русиновка
- Князь Козловский — подполковник, начальник управления контрразведки Юго-Западного фронта
- Мавка — учительница в Русиновке, двойной агент
- Афанасий Никитич Петренко (Фридрих Зюсс) — «банщик», обер-лейтенант императорско-королевской армии Австро-Венгрии
- Вася Калинкин — прапорщик, помощник Алексея Романова
- Старик — генерал от кавалерии, командующий Юго-Западным фронтом (главкоюгзап)

## Исторические личности
- Николай II Александрович — Российский Император, Главнокомандующий.
- Александра Фёдоровна — последняя российская императрица.
- Брусилов, Алексей Алексеевич — командующий Юго-Западным фронтом, генерал-адъютант (в произведении назван Стариком и главюгзапом).
- Алексеев, Михаил Васильевич — начальник штаба Ставки Верховного главнокомандующего, генерал-адъютант.
- Куропаткин, Алексей Николаевич — командующий Северным фронтом, генерал-адъютант.
- Эверт, Алексей Ермолаевич — командующий Западным фронтом, генерал-адъютант.